# Baker McKenzie

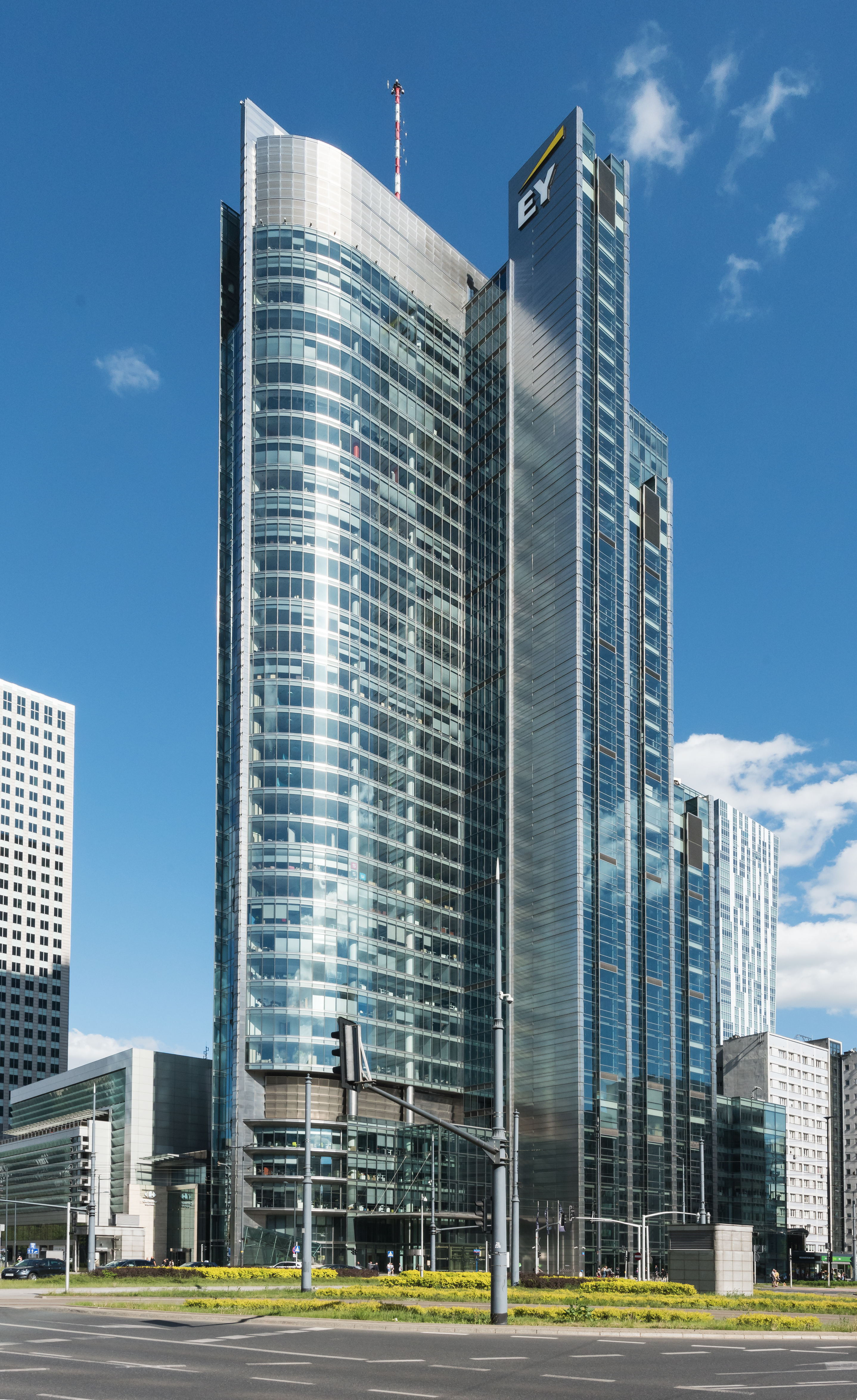
Biurowiec Rondo 1 w Warszawie, siedziba polskiego biura Baker McKenzie

Baker McKenzie (dawniej Baker & McKenzie) – jedna z największych międzynarodowych kancelarii prawnych, specjalizująca się w prawie gospodarczym.

## Opis
Została założona w 1949 roku w Chicago przez Russella Bakera i Johna McKenziego. Obecnie zatrudnia ponad 4200 prawników w 77 biurach w 47 krajach.
Polskie biuro spółki mieści się w biurowcu Rondo 1 przy rondzie ONZ 1 w Warszawie. W 2008 zdobyło pierwsze miejsce w rankingu kancelarii prawnych Gazety Prawnej.